# Dermacentor raskemensis
Dermacentor raskemensis är en fästingart som beskrevs av Pomerantsev 1946. Dermacentor raskemensis ingår i släktet Dermacentor och familjen hårda fästingar. Inga underarter finns listade i Catalogue of Life.